# Taylor Fritz
Taylor Harry Fritz (San Diego, 28 de outubro de 1997) é um tenista profissional estadunidense. 
É o atual número 4 do mundo em simples pelo ranking da ATP, e o tenista número 1 dos Estados Unidos.
Ele é filho de Kathy May Fritz, que foi uma jogadora profissional de tênis.
Conquistou o título do Masters 1000 de Indian Wells de 2022, na final contra Rafael Nadal com parciais de 6/3 7/6⁵.
Recordista do ATP 250 de Eastbourne, com 4 títulos.
5 de seus 10 títulos são na grama, o outro título foi no ATP 250 de Stuttgart. Os outros 5 títulos são em quadras duras.

## Carreira

### 2015
Nesta temporada, alternou os principais torneios juvenis com futures e até qualificatórios de ATP. Ele se despediu do juvenil com o título do US Open de 2015 e neste ano também foi semifinalista em Wimbledon, quadrifinalista no Australian Open e chegou à final de simples juvenil do Torneio de Roland-Garros, mas perdeu o título para o compatriota Tommy Paul em três sets. 
Em junho de 2015, Fritz recebeu um wildcard e jogou seu primeiro torneio ATP World Tour no ATP 250 de Nottingham. Onde então líder do ranking juvenil, Taylor Fritz venceu seu primeiro jogo de ATP ao bater o espanhol Pablo Carreno Busta, mas pouco pode celebrar. Entrou em quadra horas depois e não resistiu ao terceiro favorito e 16º colocado mundial, o espanhol Feliciano Lopez, por um duplo 6/3.
Em outubro de 2015, começa a dar as caras no circuito profissional, pois o jovem Taylor Fritz levantou o primeiro troféu da carreira e foi logo em um challenger, o que lhe rendeu 100 pontos no ranking da ATP. A decisão do Challenger de Sacramento foi contra outro jovem americano, Jared Donaldson, então com 19 anos, que já caminhava para o top 100. Fritz levou a melhor por 6/4, 3/6 e 6/4 e, na 694ª posição no ranking mundial, é o jogador com ranking mais baixo a conquistar um challenger nesta temporada. Na semana seguinte, ainda em outubro, a ascensão meteórica de Taylor Fritz continuou. Aos 17 anos e então o número 1 do ranking mundial juvenil, ele chegou ao segundo título seguido de challenger e saltou, em apenas duas semanas, mais de 450 posições na ATP. Vindo da conquista no piso duro de Sacramento, o jovem manteve o embalo na Califórnia, e somou 80 pontos. Sem perder sets em cinco jogos nas quadras sintéticas de Fairfield, Fritz completou a semana perfeita marcando 6/3 e 6/4 sobre o alemão Dustin Brown, 110º do mundo, em rápidos 57 minutos. Com essa conquista, Fritz se tornou o nono jogador que conseguiu ganhar dois challengers antes dos 18 anos. Essa façanha teve grande importância porque as duas conquistas em semanas consecutivas, aos 17 anos, só haviam sido realizadas pelo austríaco Horst Skoff, em 1986.
Ao final da temporada, ele disse: “Eu tive um final perfeito (no juvenil) com a vitória no US Open e consegui começar minha carreira como profissional com uma vitória em challenger. É uma ótima maneira de começar”. 

### 2016
No início de janeiro de 2016, Taylor Fritz sagrou-se campeão do Challenger de Happy Valley, na Austrália. Na decisão, ele derrotou o israelense Dudi Sela por 7/6 (7) e 6/2, em 1h18 de partida e comemorou o terceiro título de sua carreira. Ainda em janeiro, se alguém ainda duvidava da determinação e qualidade do garoto Taylor Fritz, o norte-americano de 1,93m e apenas 18 anos mostrou garra, sangue frio e competência para virar um jogo perdido (perdia nada menos do que 4/0 no set decisivo) e garantir vaga no Australian Open, que foi o primeiro Grand Slam de sua curta carreira profissional. Para isso acontecer, Taylor Fritz eliminou o experiente canhoto alemão Mischa Zverev, por 6/3, 6/7 (5-7) e 6/4. Mas na sequência, em sua primeira partida de chave principal de Slam, Fritz enfrentou uma verdadeira batalha e acabou perdendo por 3 sets a 2 para seu compatriota Jack Sock, com parciais de 6/4, 3/6, 0/6, 6/3 e 6/4.
Em fevereiro de 2016, Fritz vence duelo de jovens promessas norte-americanas, ambos com 18 anos, pela primeira rodada do ATP 250 de Memphis, nos EUA. Para isso acontecer, Taylor Fritz, 145º do mundo, derrubou o compatriota Michael Mmoh, 387º da ATP, por 2 sets a 0, com parciais de 6/3 e 6/4, depois de 1h12min de partida. Essa foi sua segunda vitória da carreira em chaves principais de torneios ATP. Em seguida, ele encarou o compatriota Steve Johnson, cabeça de chave 2 e então 29 do mundo, e acabou vencendo em dois disputados sets, ambos definidos no tiebreak, com placar final de 7/6 (7-5) e 7/6 (9-7). Na partida seguinte, com apenas 18 anos, ele já se garantiu em uma semifinal de nível ATP. A vaga foi obtida em jogo duro contra o veterano alemão de 34 anos Benjamin Becker com parciais de 6/4, 5/7 e 7/6 (7-5) em 2h20 de jogo. No dia seguinte, disputando apenas o terceiro torneio de nível ATP na carreira, Fritz chega à sua primeira final em competições desse porte. O jovem americano chegou a sua primeira decisão de torneio ATP ao derrotar o lituano Ricardas Berankis, 102º do mundo, por 2/6, 6/3 e 6/4 em 1h40 de partida. Mas na final, o japonês Kei Nishikori, então número 7 do mundo, conteve o embalo do jovem Taylor Fritz, marcando duplo 6/4 em 1h19 de partida e conquistou o tetra no ATP 250 de Memphis. Além do vice de simples, Taylor também foi semifinalista nas duplas em Memphis.
Dois dias depois do vice-campeonato em Memphis, Taylor Fritz, então nº 102 da ATP, enfrentou o compatriota Tim Smyczek, então nº 129 do mundo, em jogo válido pela primeira rodada do ATP 250 de Delray Beach, nos Estados Unidos. Mas, Fritz acabou eliminado do torneio ao perder para Smyczek por duplo 6/3. Na semana seguinte, depois de em sets diretos derrotar Manuel Sanchez e Adrián Menéndez, Fritz fura o qualificatório e avança para a chave principal do ATP 500 de Acapulco. Onde na primeira rodada, Fritz garantiu entrada no top 100 do ranking mundial. A vaga no grupo de elite do circuito veio com vitória por 6/4, 3/6 e 6/3 contra o francês Jérémy Chardy, 30 do mundo. E sobre essa conquista ele disse: "Este é um grande marco para mim. Cheguei até aqui e quero continuar a subir". Em seguida, ele fez um autêntico duelo de gerações diante de Víctor Estrella Burgos, da República Dominicana, logo na segunda rodada. E Fritz deu nova mostra de seu potencial ao tirar o experiente dominicano, por fáceis 6/1 e 6/3, em 61 minutos. Entretanto, na partida seguinte, válida pelas quartas de final do ATP 500 de Acapulco, o norte-americano Sam Querrey, que vinha de título em Delray Beach, eliminou Fritz, com parciais de 2/6, 6/4 e 6/4. Mesmo eliminado, essa campanha levou o jovem Fritz para o 81º lugar no ranking, 21 lugares melhor do que aquele que ocupava na semana anterior.

## Finais significantes

### Finais Masters 1000

#### Simples: 1 (1 título)
| Resultado | Ano  | Torneio              | Superfície | Oponente     | Placar        |
| --------- | ---- | -------------------- | ---------- | ------------ | ------------- |
| Vitória   | 2022 | Indian Wells Masters | Duro       | Rafael Nadal | 6–3, 7–6(7–5) |

## Finais ATP Tour

### Simples: 7 (2 títulos, 5 vices)
| Legenda                           |
| --------------------------------- |
| Grand Slam (0–0)                  |
| ATP World Tour Finals (0–0)       |
| ATP World Tour Masters 1000 (1–0) |
| ATP World Tour 500 Series (0–1)   |
| ATP World Tour 250 Series (1–4)   |

| Finais por piso |
| --------------- |
| Duro (1–5)      |
| Saibro (0–0)    |
| Grama (1–0)     |

| Finais por local |
| ---------------- |
| Outdoors (2–3)   |
| Indoors (0–2)    |

| Resultado | V–D | Data     | Torneio                               | Categoria    | Superfície | Oponente          | Placar             |
| --------- | --- | -------- | ------------------------------------- | ------------ | ---------- | ----------------- | ------------------ |
| Derrota   | 0–1 | Fev 2016 | Memphis Open, Estados Unidos          | 250 Series   | Duro (i)   | Kei Nishikori     | 4–6, 4–6           |
| Vitória   | 1–1 | Jun 2019 | Eastbourne International, Reino Unido | 250 Series   | Grama      | Sam Querrey       | 6–3, 6–4           |
| Derrota   | 1–2 | Jul 2019 | Atlanta Open, Estados Unidos          | 250 Series   | Duro       | Alex de Minaur    | 3–6, 6–7(2–7)      |
| Derrota   | 1–3 | Ago 2019 | Los Cabos Open, México                | 250 Series   | Duro       | Diego Schwartzman | 6–7(6–8), 3–6      |
| Derrota   | 1–4 | Fev 2020 | Mexican Open, México                  | 500 Series   | Duro       | Rafael Nadal      | 3–6, 2–6           |
| Derrota   | 1–5 | Out 2021 | St. Petersburg Open, Rússia           | 250 Series   | Duro (i)   | Marin Čilić       | 6–7(3–7), 6–4, 4–6 |
| Vitória   | 2–5 | Mar 2022 | Indian Wells Masters, Estados Unidos  | Masters 1000 | Duro       | Rafael Nadal      | 6–3, 7–6(7–5)      |

### Duplas: 2 (2 vices)
| Legenda                           |
| --------------------------------- |
| Grand Slam tournaments (0–0)      |
| ATP World Tour Finals (0–0)       |
| ATP World Tour Masters 1000 (0–0) |
| ATP World Tour 500 Series (0–1)   |
| ATP World Tour 250 Series (0–1)   |

| Finais por piso |
| --------------- |
| Duro (0–2)      |
| Saibro (0–0)    |
| Grama (0–0)     |

| Finais por local |
| ---------------- |
| Outdoor (0–1)    |
| Indoor (0–1)     |

| Resultado | V–D | Data     | Torneio                | Categoria  | Superfície | Parceiro           | Oponentes                                 | Placar   |
| --------- | --- | -------- | ---------------------- | ---------- | ---------- | ------------------ | ----------------------------------------- | -------- |
| Derrota   | 0–1 | Ago 2018 | Los Cabos Open, México | 250 Series | Duro       | Thanasi Kokkinakis | Marcelo Arévalo Miguel Ángel Reyes-Varela | 4–6, 4–6 |
| Derrota   | 0–2 | Out 2019 | Swiss Indoors, Suíça   | 500 Series | Duro (i)   | Reilly Opelka      | Jean-Julien Rojer Horia Tecău             | 5–7, 3–6 |

## Outras finais

### Finais ATP Challengers e ITF Futures

#### Simples: 8 (5 títulos, 3 vices)
| Legenda               |
| ATP Challengers (5–3) |
| ITF Futures (0–0)     |

| Títulos por Piso |
| ---------------- |
| Duro (5–3)       |
| Saibro (0–0)     |
| Grama (0–0)      |
| Carpete (0–0)    |

| Resultado | V–D | Data     | Torneio                 | Categoria  | Superfície | Oponente        | Placar        |
| --------- | --- | -------- | ----------------------- | ---------- | ---------- | --------------- | ------------- |
| Vitória   | 1–0 | Out 2015 | Sacramento, EUA         | Challenger | Duro       | Jared Donaldson | 6–4, 3–6, 6–4 |
| Vitória   | 2–0 | Out 2015 | Fairfield, EUA          | Challenger | Duro       | Dustin Brown    | 6–3, 6–4      |
| Derrota   | 2–1 | Nov 2015 | Champaign, EUA          | Challenger | Duro (i)   | Henri Laaksonen | 6–4, 2–6, 2–6 |
| Vitória   | 3–1 | Jan 2016 | Happy Valley, Austrália | Challenger | Duro       | Dudi Sela       | 7–6(9–7), 6–2 |
| Derrota   | 3–2 | Fev 2017 | Dallas, Eua             | Challenger | Duro (i)   | Ryan Harrison   | 3–6, 3–6      |
| Derrota   | 3–3 | Jan 2018 | Nouméa, Nova Caledônia  | Challenger | Duro       | Noah Rubin      | 5–7, 4–6      |
| Vitória   | 4–3 | Jan 2018 | Newport Beach, EUA      | Challenger | Duro       | Bradley Klahn   | 3–6, 7–5, 6–0 |
| Vitória   | 5–3 | Jan 2019 | Newport Beach, EUA      | Challenger | Duro       | Brayden Schnur  | 7–6(9–7), 6–4 |

#### Duplas: 1 (1 vice)
| Legenda               |
| ATP Challengers (0–0) |
| ITF Futures (0–1)     |

| Títulos por Piso |
| ---------------- |
| Duro (0–0)       |
| Saibro (0–1)     |
| Grama (0–0)      |
| Carpete (0–0)    |

| Resultado | V–D | Data     | Torneio            | Categoria | Superfície | Parceiro        | Oponentes                     | Placar   |
| --------- | --- | -------- | ------------------ | --------- | ---------- | --------------- | ----------------------------- | -------- |
| Derrota   | 0–1 | Fev 2014 | USA F4, Palm Coast | Futures   | Saibro     | Martin Redlicki | Markus Eriksson Milos Sekulic | 1–6, 1–6 |

## Finais Grand Slam Juvenil

### Simples: 2 (1 título, 1 vice)
| Resultado | Ano  | Torneio       | Superfície | Oponente   | Placar             |
| --------- | ---- | ------------- | ---------- | ---------- | ------------------ |
| Vice      | 2015 | Roland Garros | Saibro     | Tommy Paul | 6–7(4–7), 6–2, 2–6 |
| Campeão   | 2015 | US Open       | Duro       | Tommy Paul | 6–2, 6–7(4–7), 6–2 |

## Vitórias sobre Top-10 por temporadas

### Simples
- Fritz possui um recorde de 6–16 (27,3%)

```
contra jogadores, que no momento da partida, estavam rankeados no top 10.
```

| Temporada | 2015 | 2016 | 2017 | 2018 | 2019 | 2020 | Total |
| Vitórias  | 0    | 0    | 1    | 0    | 5    | 0    | 6     |

| #    | Jogador           | Ranking | Torneio                          | Superfície | Rd | Placar                | Ranking Fritz |
| ---- | ----------------- | ------- | -------------------------------- | ---------- | -- | --------------------- | ------------- |
| 2017 |                   |         |                                  |            |    |                       |               |
| 1.   | Marin Čilić       | 7       | Indian Wells, Estados Unidos     | Duro       | 2R | 4–6, 7–5, 6–4         | 136           |
| 2019 |                   |         |                                  |            |    |                       |               |
| 2.   | John Isner        | 10      | Auckland, Nova Zelândia          | Duro       | 2R | 7–6(7–3), 7–6(7–5)    | 50            |
| 3.   | Fabio Fognini     | 9       | Los Cabos, México                | Duro       | QF | 6–1, 7–6(7–1)         | 28            |
| 4.   | Dominic Thiem     | 5       | Laver Cup, Genebra, Suíça        | Duro (i)   | RR | 7−5, 6−7(3−7), [10−5] | 30            |
| 5.   | Alexander Zverev  | 6       | Basel, Suíça                     | Duro (i)   | 1R | 7–6(9–7), 6–4         | 31            |
| 6.   | Matteo Berrettini | 8       | Davis Cup Finals, Madri, Espanha | Duro (i)   | GS | 5–7, 7–6(7–5), 6–2    | 32            |